# Liste der Museen im Landkreis Aichach-Friedberg
Die Liste der Museen im Landkreis Aichach-Friedberg  gibt einen Überblick über aktuelle und ehemalige Museen im Landkreis Aichach-Friedberg in Bayern.

## Aktuelle Museen
| Gemeinde    | Name                            | Kurzbeschreibung | gegründet/ eröffnet | Träger          | Standort                            | Bild           | Link |
| ----------- | ------------------------------- | --- | ------------------- | --------------- | ----------------------------------- | -------------- | ---- |
| Aichach     | Apokalypse-Museum               | Das Apokalypse-Museum in einem alten Bauernhaus zeigt zwei Zyklen von je 64 Tafeln des Friedberger Künstlers Adolf Ziegler, die Szenen aus der Apokalypse des Johannes darstellen. Ein Zyklus besteht aus Silberoxydrelieftafeln, der andere aus Glasfenstertafeln.                          | 2011                |                 | Sulzbach                            |                |      |
| Aichach     | Stadtmuseum Aichach             | Das Stadtmuseum Aichach dokumentiert die Geschichte und Kultur der Stadt Aichach und ihres Umlandes. Schwerpunkte sind bäuerliche und bürgerliche Kultur, religiöse Plastik und Malerei, Landes- und Stadtgeschichte, Handwerk und Handel, Napoleonische Zeit sowie Volkskunst und Trachten. | 1973                |                 | ehemaliges Aichacher Krankenhaus    | weitere Bilder |      |
| Aichach     | Wittelsbachermuseum Aichach     | Das Wittelsbachermuseum im Unteren Tor zeigt eine Ausstellung zur Archäologie im Stadtgebiet. Schwerpunkte sind das frühmittelalterliche Erzabbaurevier Grubet und die Grabungen auf der Stammburg der Wittelsbacher in Oberwittelsbach.                                                     | 2019                | Stadt Aichach   | Unteres Tor                         | weitere Bilder |      |
| Friedberg   | Museum im Wittelsbacher Schloss | Das Museum im Schloss Friedberg präsentiert Ausstellungsstücke zur Regional- und Stadtgeschichte. Schwerpunkte sind die Vor- und Frühgeschichte des Lechrains, religiöse, bürgerliche und ländliche Kultur Sowie Sammlungen Friedberger Uhren und Fayencen.                                  | 1982                | Stadt Friedberg | Schloss Friedberg                   | weitere Bilder |      |
| Inchenhofen | Wallfahrtmuseum Inchenhofen     | Das Wallfahrtmuseum dokumentiert die Verehrung des heiligen Leonhard in Inchenhofen, die Geschichte der Wallfahrt zu der Wallfahrtskirche St. Leonhard und die Bedeutung Inchenhofens als Wallfahrtsort. Gezeigt werden unter anderem Urkunden, Mirakelbücher und Votivgaben.                |                     |                 | ehemaliges Franziskanerinnenkloster |                |      |
| Mering      | Heimatmuseum Mering             | Das Heimatmuseum in der ehemaligen Schlossmühle präsentiert die Geschichte Merings von der Jungsteinzeit bis in die Gegenwart. Gezeigt werden u. a. historische Kleidungs- und Schmuckstücke, Arbeitsgeräte der Land- und Hauswirtschaft sowie des örtlichen Handwerks und dessen Produkte.  | 1997                | Markt Mering    | ehemalige Schlossmühle              |                |      |
| Todtenweis  | Heimatmuseum Todtenweis         | Das Heimatmuseum im Gruin-Haus einem Kleinbauernhaus aus dem 17. Jahrhundert, zeigt die kleinbäuerlichen Lebens- und Wohnverhältnisse des ausgehenden 19. Jahrhunderts und dokumentiert jeweils einzelne Aspekte davon in regelmäßig wechselnden Ausstellungen.                              |                     |                 | Gruin-Haus                          | weitere Bilder |      |